# Linnavuoriana
Linnavuoriana är ett släkte av insekter som beskrevs av Dlabola 1958. Linnavuoriana ingår i familjen dvärgstritar.
Kladogram enligt Catalogue of Life och Dyntaxa:
| Linnavuoriana | \| \| Linnavuoriana antiqua \| \| \| \| \| \| Linnavuoriana decempunctata \| \| \| \| \| \| Linnavuoriana intercedens \| \| \| \| \| \| Linnavuoriana malicola \| \| \| \| \| \| Linnavuoriana roseipennis \| \| \| \| \| \| Linnavuoriana sexmaculata \| \| \| \| \| \| Linnavuoriana spinosa \| \| \| \| \| \| Linnavuoriana swaraji \| \| \| \| |
|               | \| \| Linnavuoriana antiqua \| \| \| \| \| \| Linnavuoriana decempunctata \| \| \| \| \| \| Linnavuoriana intercedens \| \| \| \| \| \| Linnavuoriana malicola \| \| \| \| \| \| Linnavuoriana roseipennis \| \| \| \| \| \| Linnavuoriana sexmaculata \| \| \| \| \| \| Linnavuoriana spinosa \| \| \| \| \| \| Linnavuoriana swaraji \| \| \| \| |
|               | Linnavuoriana antiqua |
|               | |
|               | Linnavuoriana decempunctata |
|               | |
|               | Linnavuoriana intercedens |
|               | |
|               | Linnavuoriana malicola |
|               | |
|               | Linnavuoriana roseipennis |
|               | |
|               | Linnavuoriana sexmaculata |
|               | |
|               | Linnavuoriana spinosa |
|               | |
|               | Linnavuoriana swaraji |
|               | |